# عبد الله العيدروس
عبد الله العيدروس (811 - 865 هـ) إمام وعالم صاحب جاه ومنصب رفيع بين الناس في حضرموت. يرجع في نسبه إلى رسول الله محمد ﷺ من السادة آل باعلوي. تولّى نقابة العلويين بعد عمه عمر المحضار بالرغم من صغر سنّه؛ لعلو منزلته وإقبال الناس عليه. لقبه جده بـ«العيدروس» وهو لقب إمام الأولياء، وقيل من أسماء الأسد. وجميع آل العيدروس العلويين يرجعون في النسب إليه.

## نسبه
عبد الله بن أبي بكر السكران بن عبد الرحمن السقاف بن محمد مولى الدويلة بن علي بن علوي الغيور بن الفقيه المقدم محمد بن علي بن محمد صاحب مرباط بن علي خالع قسم بن علوي بن محمد بن علوي بن عبيد الله بن أحمد المهاجر بن عيسى بن محمد النقيب بن علي العريضي بن جعفر الصادق بن محمد الباقر بن علي زين العابدين بن الحسين السبط بن علي بن أبي طالب، وعلي زوج فاطمة بنت محمد ﷺ.
فهو الحفيد 22 لرسول الله محمد ﷺ في سلسلة نسبه.

## مولده ونشأته
ولد في مدينة تريم بحضرموت في العشر الأوائل من شهر ذي الحجة سنة 811 هـ، ووالدته هي مريم بنت أحمد بن محمد بارشيد. أدرك من حياة جده عبد الرحمن السقاف ثمان سنوات، ومات والده وعمره عشر سنوات، فكفله عمه عمر المحضار وزوّجه بابنته عائشة. تعلم القرآن على يد محمد بن عمر باعلوي، وقرأ في علم الشريعة «التنبيه»، و«المنهاج»، و«خلاصة الغزالي» قراءة محققة مكررة. وقرأ أيضًا في علوم التفسير، والحديث، والفقه، والنحو، واللغة، والهيئة. وفي علم التصوف كان أكثر إقباله على كتب أبي حامد الغزالي؛ خصوصا كتاب «إحياء علوم الدين».

## شيوخه
ومن جملة من انتفع بهم وأخذ عنهم أعمامه أحمد وشيخ ومحمد وحسن، وغيرهم من الشيوخ منهم:
| - عمه عمر بن عبد الرحمن المحضار - محمد بن حسن جمل الليل - محمد بن علي مولى عيديد | - محمد بن أحمد بافضل - سعد بن علي مذحج - علي بن محمد باعمار | - سعد بن عبد الله باعبيد - عبد الله بامروان - إبراهيم بن محمد باهرمز | - عبد الله باغشير - عبد الله بن أحمد باهراوة |

## تلاميذه
وأخذ الناس عنه على اختلاف طبقاتهم، وانتفع به جملة من الأعيان والمجتهدين منهم:
| - أخوه علي بن أبي بكر السكران - عمر بن عبد الرحمن صاحب الحمراء | - عبد الله بن محمد مولى عيديد - عبد الله بن عبد الرحمن باوزير - عبد الله بن أحمد باكثير | - أحمد قسم بن علوي الشيبة - محمد بن علي بن عفيف - ابنه أبو بكر بن عبد الله العدني | - ابنه حسين بن عبد الله العيدروس - ابنه شيخ بن عبد الله العيدروس |

## توليه النقابة
كان عمه عمر المحضار نقيبًا على بني علوي وانتقل إلى رحمة الله وعبد الله العيدروس ابن خمس وعشرين سنة، فاجتمع رأي العلويين على أن يذهبوا إلى السيد محمد جمل الليل وينصّبوه نقيبًا عليهم، وكان مقيمًا بروغة، فاعتذر من نفسه فقالوا قدّم علينا من ترضاه لك منا، فصلى صلاة الاستخارة وطلب من الله أن يوفقه لما يختار، فشرح الله صدره بتقديم العيدروس، فقام إليه وأمسك بيديه وقال: «أنت المقدم على الجميع، والمتكلم على كل شريف ووضيع»، فاعتذر بصغر سنّه وضعف قيامه لاسيما مع وجود أعمامه، فقاموا كلهم إليه وألحوا في ذلك عليه، فحينئذ وقع على تقديمه الاتفاق وانتشر صيته.

## أحواله
كان باذلا ماله وجاهه لجميع المسلمين لاسيما الفقراء والضعفاء والمساكين، وكان يعامل كل أحد بما يوافق طبيعته وينزل كل إنسان منزلته، يجالس الفقراء بما يناسبهم ويذاكر الفقهاء بما يوافقهم. وكان يحب إظهار النعم الباطنة والظاهرة، فكان يلبس الملابس الفاخرة ويتزوج النساء الحسان ويسكن الدور المشيدة البنيان. وكانت الملوك تهابه وتخضع لهيبته وتخشى من عظيم سطوته، وكان مع ذلك يداريهم ويحسن إليهم ويلين الكلام لديهم بل ربما عظم بعضهم قاصدا قضاء حوائج المسلمين وإصلاح ذات البين، وكان يحذر أصحابه من قرب الولاة ويعاتبهم على المرور بساحتهم فضلا عن معاشرتهم، وكان يقول: «خصلتان نفعلهما ونحذر أتباعنا منهما؛ السماع ومخالطة الولاة»، وكان في أول أمره يكره السماع ولما توالت عليه المنازلات وتواترت لديه الواردات صار يحضر السماع.

## من آرائه التربوية والعلمية
يقول عبد الله العيدروس: «وبعدُ فليس لنا طريق ومنهاج سوى الكتاب والسنة، وقد شرح ذلك كله سيد المصنفين وبقية المجتهدين حجة الإسلام الغزالي في كتابه أعجوبة الزمان العظيم الشان الملقب «إحياء علوم الدين» الذي هو عبارة عن شرح الكتاب والسنة أولًا وآخرًا وظاهرًا وباطنًا واعتبارًا واعتقادًا». وكان ينهى أصحابه عن مطالعة «الفتوحات المكية» و«الفصوص» ويأمرهم بحسن الظن في مؤلفها واعتقاد أنه من أكابر الأولياء العارفين، وما ذاك إلا لعلوها عن فهم العموم وغموض معانيها عن كثير من الفهوم، بخلاف كتب الإمام الغزالي فإنها تصل إلى فهم معانيها الأفهام ويشترك في الوصول إلى العلم بها الخاص والعام.
ومن آرائه أيضًا:
- من علوم القوم: علم اليقين، وعين اليقين، وحق اليقين. علم اليقين لأرباب العقول، وعين اليقين لأهل العلوم، وحق اليقين لأهل المعارف والمشاهدات.
- أقوى أركان الوصول إلى الله مخالفة النفس، والنفس على ثلاثة أوجه: مطمئنة، ولوامة، وأمّارة. فالمطمئنة هي التي اطمأنت بطاعة الله تعالى ولا تطلب مخالفة أمره، واللوامة هي التي تلوم الرجل على الذنوب وتحمله على التوبة والإنابة، والأمّارة هي التي تأمر بالسوء، وهي المهلكة لصاحبها، وهي أعظم حجاب بين العبد وربه. وعند العارفين دواء النفس مخالفتها، وينبغي للطالب أن يخالف نفسه ولا يقبل منها شيئا إلا ما يوافق رضا الله تعالى.
- حقيقة التصوف أن يُميتك الحق عنك ويُحييَك به، وعند العارفين: التصوف الدخول في كل خُلق سَنِي والخروج من كل خُلق دَنِي، وعلامة الصوفي الكبير أن يكون كالأرض يطرح عليها كل قبيح ولا يخرج منها إلا كل مليح.

## من وصاياه
جمع السيد عيدروس بن حسين بن أحمد العيدروس في كتابه «الكواكب الدرّية في مناقب السادة العلوية» وصايا ومكاتبات عبد الله العيدروس، ونذكر هنا بعض من وصاياه المتعلقة حول سير المريد إلى الله ووسائل الوصول من طريق المجاهدة:
- اتخذ الناس جميعا أصدقاء ولا تعاد أحدًا، والناس ثلاثة أصناف: محبين، ومتوسطين، ومناكرين. أما المحبون فمودتهم سيادة، وأما المتوسطون فصداقتهم معاونة، وأما المنكرون فكفايتهم واحتمال أذاهم ومداراتهم أنفع.
- عليك بحسن الظن في أولياء الله خاصة وعامة، ولا تغرك كثرة الآراء والخلاف من حيث حب الدنيا والمحاسدات، فإن كل مسلم وَلِي فكيف أهل الخصوص؟ وعليك بسلامة الصدر من الشرور، وعلامة الشرور الإصرار على الغيبة والبغي والحقد والحسد والكبر واتباع شهوة الفرج وإفراط الغضب والبخل وسوء الظن مع الكبر والازدراء.
- وعليك بالصمت، من أراد السلامة في جميع الأحوال في الدين والدنيا والآخرة فعليه بالصمت إلا فيما لابد منه، فجمال العقلاء الصمت والصدق. وباطنه وسرّه وعلنه ولبّه كتمان الأسرار في الدين والدنيا.

## مؤلفاته
وله جملة من المؤلفات منها:
| - «الكبريت الأحمر والإكسير الأكبر» في علم التوحيد - «رسالة لطيفة في التصوف» - «رسالة في دخول الخلوة والأربعينية» - شرح لقصيدة للشيخ عمر المحضار | - «فتح الفتوح شرح نحن لكم من قبل أن يلد نوح» - «دوائر الإمام العيدروس» - «مناقب الإمام سعد بن علي مذحج» |

## كتب ألفت حوله
وقد ألّف أئمة من العلماء والفضلاء مصنفات حول فضائله ومناقبه، وكراماته وأحواله، منها:
- «فتح الله الرحيم الرحمن في مناقب الإمام العيدروس» لعمر بن عبد الرحمن صاحب الحمراء.
- «التحفة النورانية» لعبد الله بن عبد الرحمن باوزير.
- «البراهين المشرقة في عجائب مناقبه الفائقة» لعبد الرحمن بن محمد الخطيب.

## ذريته
خلّف خمسة ذكور هم: محمد، وأبو بكر العدني، وعقبهما منقرض، وعلوي، وشيخ، وحسين، ولهم عقب. وخمس إناث هن: رقية، وخديجة، وأم كلثوم، وطلحة، وبهية.

## وفاته
كان عبد الله العيدروس يتعهد السفر إلى بلاد الساحل من حضرموت، وكان يقيم بكل قرية مدة من الزمن، وفي إحدى رحلاته وهو راجع من الشحر بعد أن مكث فيها شهرًا وبضعة أيام توجع ومرض إلى أن توفي في يوم الأحد الثاني عشر من شهر رمضان سنة 865 هـ بقرية تسمى عبول، وهو في الطريق إلى مدينة تريم، ثم نقل جثمانه إلى تريم ودفن بمقبرة زنبل في اليوم الرابع عشر من رمضان، وبنيت على قبره قبة.

### استشهادات
1. ↑  Buxton، Amin (2012). Imams of the Valley. Western Cape, South Africa: Dar al-Turath al-Islami. ص. 28.
2. ↑  الحامد، صالح بن علي (2003). تاريخ حضرموت. صنعاء، اليمن: مكتبة الإرشاد. ج. الثاني. ص. 757.
3. ↑  الحبشي، عيدروس بن عمر (2009). عقد اليواقيت الجوهرية وسمط العين الذهبية بذكر طريق السادات العلوية. تريم، اليمن: دار العلم والدعوة. ج. الثاني. ص. 1061.
4. ↑  الحبشي، أحمد بن زين (1997). شرح العينية. سنغافورة: مطبعة كرجاي المحدودة. ص. 195.
5. 1 2  الشلي، محمد بن أبي بكر (1982). المشرع الروي في مناقب السادة الكرام آل أبي علوي (PDF) (ط. الثانية). ج. الثاني. ص. 342. مؤرشف من الأصل (PDF) في 2020-12-04.
6. ↑  خرد، محمد بن علي (2002). غرر البهاء الضوي ودرر الجمال البديع البهي. القاهرة، مصر: المكتبة الأزهرية للتراث. ص. 274، 560.
7. ↑  المشهور، عبد الرحمن بن محمد (1984). شمس الظهيرة (PDF). جدة، السعودية: عالم المعرفة. ج. الأول. ص. 93. مؤرشف من الأصل (PDF) في 2020-01-02.
8. ↑  القضماني، محمد ياسر (2014). السادة آل باعلوي وغيض من فيض أقوالهم الشريفة وأحوالهم المنيفة. دمشق، سوريا: دار نور الصباح. ص. 163.